# Nuova Enciclopedia Italiana
La Nuova Enciclopedia Italiana (1875-1888) est une encyclopédie généraliste illustrée en italien éditée par l'économiste Gerolamo Boccardo et publiée à Turin,.